# بني يدر
بني يدر هي قرية مغربية شمال المملكة. تنتمي بني يدر لعمالة تطوان الساحلي. تضم هذه القرية 4.620 نسمة (إحصاء 2004).